# T-2教練機
T-2教練機（又稱三菱T-2）是日本航空自衛隊1970年代自行開發的高級教練機。
由於在戰後日本航空工業復甦，相繼成功發展T-1、YS-11、MU-22等機種；為延續培植航空工業，日本防衛廳於1967年初決定委託國內廠商發展新一代超音速噴射教練／攻擊機，並同年9月選定三菱重工(Mitsubishi)的XT-2設計案。第一架XT-2原型機在1971年7月完成試飛1967年移交給日本航空自衛隊使用。
三菱重工一共生產88架T-2教練機，其中28架作為高級教練機，58架為攻擊教練機(T-2A)，另有兩架作為研發三菱F-1攻擊機之用。而藍色衝擊波飛行表演隊採用三菱T-2為表演機，目前已改用川崎T-4教練機。

## 開發歷史
T-2是日本三菱重工業公司等為日本航空自衛隊研製的雙發超音速噴射教練機。
1971年7月第一架原型機首飛，1971年11月，第一架原型機備次在平飛中超過音速，1971年12月，第二架原型機首飛。

## 生產類型

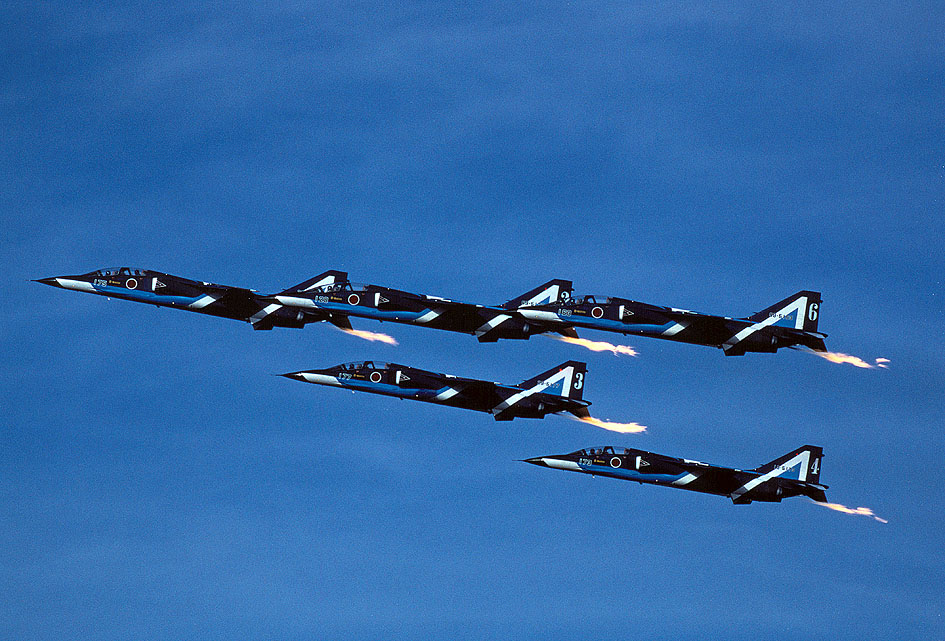
藍色衝擊波飛行表演隊

- T-1批生產的基本型，高級教練機，共定貨92架；
- XT-2， T-2原型機，共生產4架；
- T-2A高級戰術教練機，用於作戰訓練，共定貨62架；
- F-1，單座近距空中支援型，1972年開始研製，原型機於1975年6月首飛，第一架生產型F-1於1977年6月首飛，定貨量達77架。

## 性能
- 乘員：2名
- 全長：17.85m
- 翼展：7.88m
- 全高：4.45m
- 起飛重量：11,500kg
- 引擎：石川島播磨重工業 TF40-IHI-801A ×2
- 推力：3,310kgf ×2(使用後燃器)
- 最大速度：1.6馬赫
- 固定武裝：M61機砲

## 登場作品
- 遊戲《戰爭雷霆》中T-2教練機位於日本科技樹VI階，分房權重為9.7

## 外部連結
- 三菱重工-（页面存档备份，存于）
- 自衛隊装備品図鑑（页面存档备份，存于）
- 藍色衝擊波飛行表演隊 （页面存档备份，存于）

## 關連項目
- T-1教練機
- T-4教練機